# Golden Globe Awards 2018

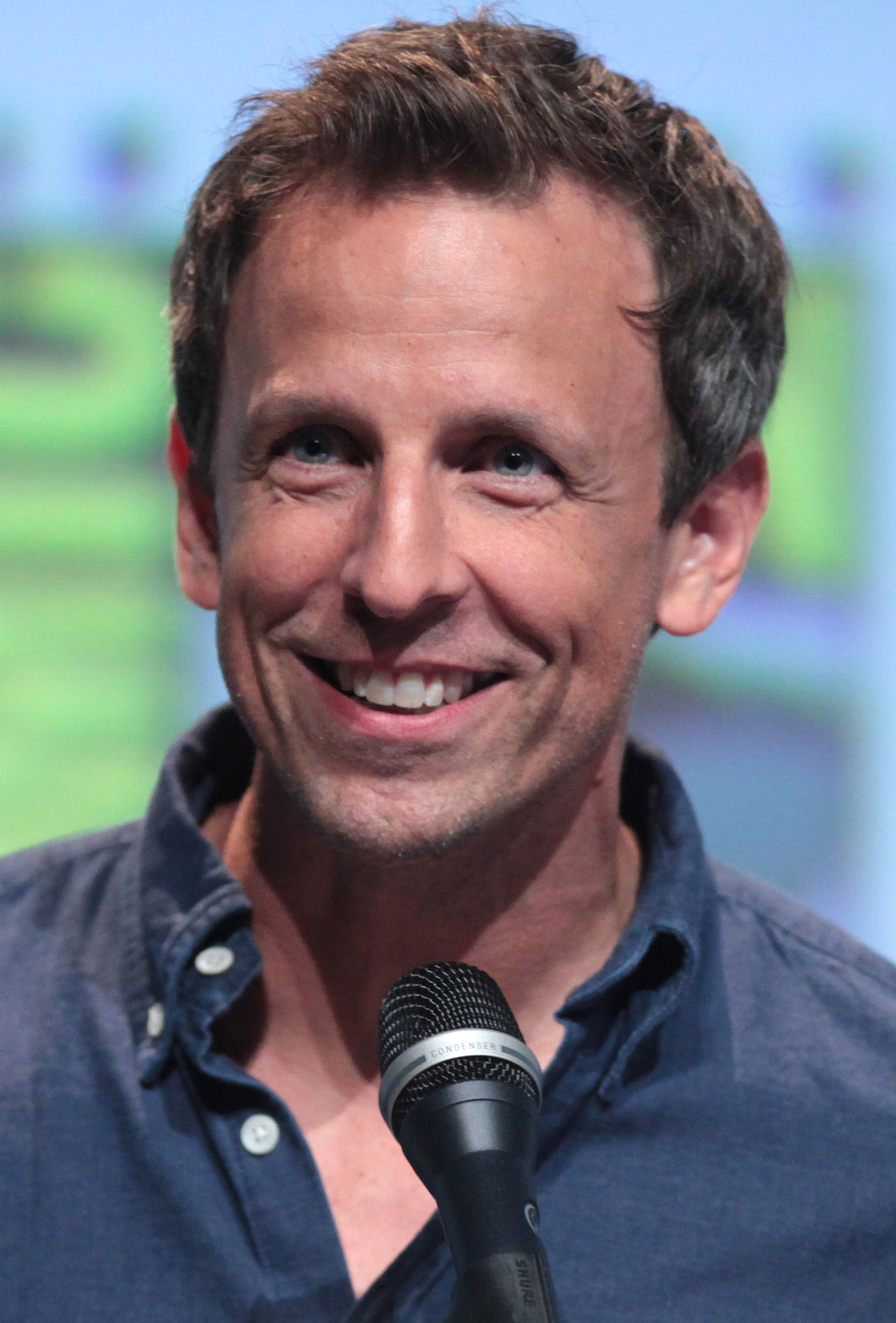
Seth Meyers, Moderator der Golden Globe Awards 2018

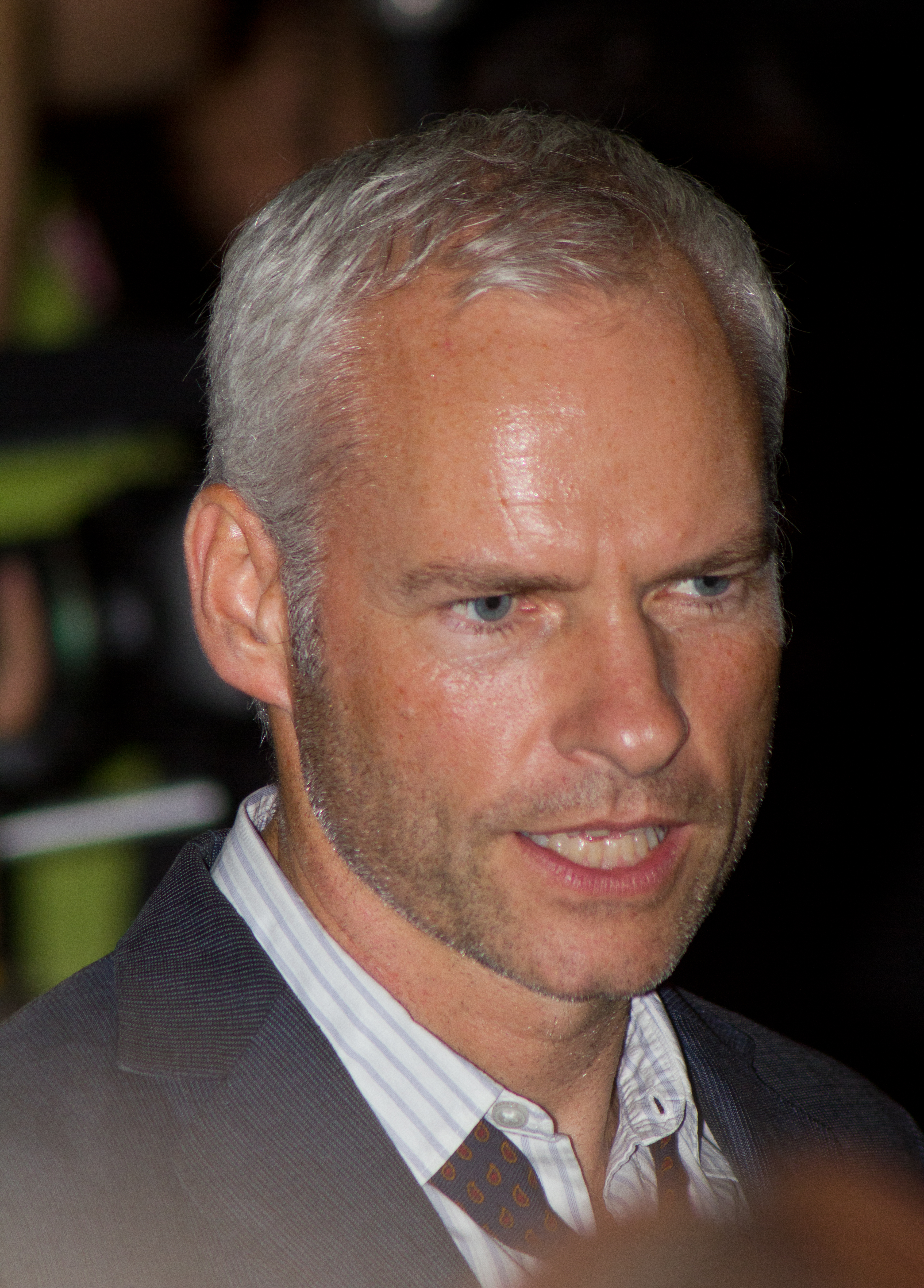
Martin McDonagh, Regisseur des preisgekrönten Films Three Billboards Outside Ebbing, Missouri

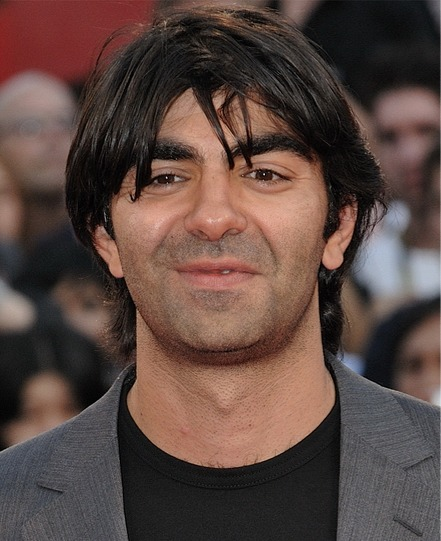
Fatih Akin, Regisseur des besten fremdsprachigen Films Aus dem Nichts

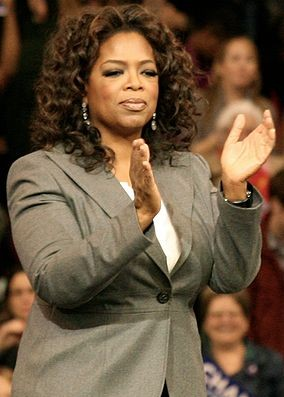
Ehrenpreisträgerin 2018: Oprah Winfrey

Die 75. Verleihung der Golden Globe Awards (englisch 75th Golden Globe Awards) fand am 7. Januar 2018 im Beverly Hilton Hotel in Beverly Hills statt. Die Mitglieder der Hollywood Foreign Press Association (HFPA) zeichneten dabei die aus ihrer Sicht besten amerikanischen und ausländischen Film- und Fernsehproduktionen sowie Künstler des Vorjahres aus, die im Rahmen eines Galadinners geehrt werden. Als Moderator der Verleihung, die in den USA live von NBC ausgestrahlt wird, wurde Seth Meyers ausgewählt.
Mit jeweils vier Auszeichnungen erhielten in der Sparte Film Martin McDonaghs Tragikomödie Three Billboards Outside Ebbing, Missouri, in der Sparte Fernsehen die Miniserie Big Little Lies die meisten Preise. Mit dem Golden Globe Award in der Kategorie Bester fremdsprachiger Film wurde der deutsch-französische Beitrag Aus dem Nichts von Fatih Akin geehrt.
Die Verleihung wurde überschattet vom Weinstein-Skandal. Viele Gäste trugen symbolisch Schwarz sowie einen Anstecker des von u. a. Meryl Streep, Emma Stone, Cate Blanchett und Gwyneth Paltrow finanzierten Rechtsfond „Time’s Up“. Einige Prominente erschienen in Begleitung von Aktivisten, darunter auch Tarana Burke, die den Hashtag #MeToo ins Leben gerufen hatte. Viele Preisträger erinnerten in ihren Reden an das Thema, darunter die Ehrenpreisträgerin Oprah Winfrey, die sich kämpferisch zu Frauen- und Bürgerrechten äußerte. Moderator Seth Meyers verarbeitete das Thema sarkastisch.
Die Nominierungen waren am 11. Dezember 2017 von den Schauspielern Alfre Woodard, Garrett Hedlund, Kristen Bell und Sharon Stone im Beverly Hilton Hotel bekannt gegeben worden.

## Richtlinien
Für die Preisverleihung 2018 mussten Kinofilme eine Länge von mindestens 70 Minuten aufweisen und zwischen dem 1. Januar und 31. Dezember 2017 im Großraum von Los Angeles im Kino, im Fernsehen oder digital per Streaming mindestens sieben Tage gegen Entgelt gezeigt und den HFPA-Mitgliedern verfügbar gemacht worden sein.
Fernsehprogramme mussten im Kalenderjahr 2017 zur Prime Time (Montag–Samstag 20–23 Uhr, Sonntag 19–23 Uhr) ausgestrahlt worden sein, wobei Serien und Mehrteiler (zwei oder mehr Folgen) eine Gesamtlaufzeit von 150 Minuten nicht unterschreiten durften, bei Fernsehfilmen 70 Minuten.
Für die Kategorie „Bester fremdsprachiger Film“ wurden von der HFPA 73 Produktionen aus 52 Ländern angenommen, darunter die Hauptpreisträger der Filmfestspiele von Berlin 2017 (Körper und Seele, Ungarn) und des Filmfestivals von Cannes 2017 (The Square, Schweden). Ebenfalls auf der Auswahlliste befanden sich u. a. die offiziellen Oscar-Beiträge 2018 aus Deutschland (Aus dem Nichts), Finnland (Tom of Finland), Frankreich (120 BPM), Italien (A Ciambra), Niederlande (Layla M.), Österreich (Happy End), Polen (Die Spur), Russland (Loveless), der Schweiz (Die göttliche Ordnung), Spanien (Sommer 1993) und der Tschechischen Republik (Ice Mother). Um sich zu qualifizieren, mussten die Filme zwischen dem 1. Oktober 2016 bis zum 31. Dezember 2017 in ihrem Heimatland aufgeführt und den Mitgliedern der HFPA verfügbar gemacht worden sein.

## Preisträger und Nominierte im Bereich Film
| Film                                      | N | A |
| ----------------------------------------- | - | - |
| Shape of Water – Das Flüstern des Wassers | 7 | 2 |
| Three Billboards Outside Ebbing, Missouri | 6 | 4 |
| Die Verlegerin                            | 6 | 0 |
| Lady Bird                                 | 4 | 2 |
| Greatest Showman                          | 3 | 1 |
| I, Tonya                                  | 3 | 1 |
| Alles Geld der Welt                       | 3 | 0 |
| Call Me by Your Name                      | 3 | 0 |
| Dunkirk                                   | 3 | 0 |
| Coco – Lebendiger als das Leben!          | 2 | 1 |
| The Disaster Artist                       | 2 | 1 |
| Battle of the Sexes – Gegen jede Regel    | 2 | 0 |
| Ferdinand – Geht STIERisch ab!            | 2 | 0 |
| Get Out                                   | 2 | 0 |
| Molly’s Game – Alles auf eine Karte       | 2 | 0 |
| Mudbound                                  | 2 | 0 |
| Der seidene Faden                         | 2 | 0 |

### Bester Film – Drama
präsentiert von Barbra Streisand
Three Billboards Outside Ebbing, Missouri – Regie: Martin McDonagh
- Call Me by Your Name – Regie: Luca Guadagnino
- Dunkirk – Regie: Christopher Nolan
- Shape of Water – Das Flüstern des Wassers (The Shape of Water) – Regie: Guillermo del Toro
- Die Verlegerin (The Post) – Regie: Steven Spielberg

### Bester Film – Komödie/Musical
präsentiert von Alicia Vikander und Michael Keaton
Lady Bird – Regie: Greta Gerwig
- The Disaster Artist – Regie: James Franco
- Get Out – Regie: Jordan Peele
- Greatest Showman (The Greatest Showman) – Regie: Michael Gracey
- I, Tonya – Regie: Craig Gillespie

### Beste Regie
präsentiert von Natalie Portman und Ron Howard
Guillermo del Toro – Shape of Water – Das Flüstern des Wassers (The Shape of Water)
- Martin McDonagh – Three Billboards Outside Ebbing, Missouri
- Christopher Nolan – Dunkirk
- Ridley Scott – Alles Geld der Welt (All the Money in the World)
- Steven Spielberg – Die Verlegerin (The Post)

### Bester Hauptdarsteller – Drama
präsentiert von Susan Sarandon und Geena Davis
Gary Oldman – Die dunkelste Stunde (Darkest Hour)
- Timothée Chalamet – Call Me by Your Name
- Daniel Day-Lewis – Der seidene Faden (Phantom Thread)
- Tom Hanks – Die Verlegerin (The Post)
- Denzel Washington – Roman J. Israel, Esq. – Die Wahrheit und nichts als die Wahrheit (Roman J. Israel, Esq.)

### Beste Hauptdarstellerin – Drama
präsentiert von Isabelle Huppert und Angelina Jolie
Frances McDormand – Three Billboards Outside Ebbing, Missouri
- Jessica Chastain – Molly’s Game – Alles auf eine Karte (Molly’s Game)
- Sally Hawkins – Shape of Water – Das Flüstern des Wassers (The Shape of Water)
- Meryl Streep – Die Verlegerin (The Post)
- Michelle Williams – Alles Geld der Welt (All the Money in the World)

### Bester Hauptdarsteller – Komödie/Musical
präsentiert von Emma Stone und Shirley MacLaine
James Franco – The Disaster Artist
- Steve Carell – Battle of the Sexes – Gegen jede Regel (Battle of the Sexes)
- Ansel Elgort – Baby Driver
- Hugh Jackman – Greatest Showman (The Greatest Showman)
- Daniel Kaluuya – Get Out

### Beste Hauptdarstellerin – Komödie/Musical
präsentiert von Jessica Chastain und Chris Hemsworth
Saoirse Ronan – Lady Bird
- Judi Dench – Victoria & Abdul
- Helen Mirren – Das Leuchten der Erinnerung (The Leisure Seeker)
- Margot Robbie – I, Tonya
- Emma Stone – Battle of the Sexes – Gegen jede Regel (Battle of the Sexes)

### Bester Nebendarsteller
präsentiert von Viola Davis und Helen Mirren
Sam Rockwell  – Three Billboards Outside Ebbing, Missouri
- Willem Dafoe – The Florida Project
- Armie Hammer – Call Me by Your Name
- Richard Jenkins – Shape of Water – Das Flüstern des Wassers (The Shape of Water)
- Christopher Plummer – Alles Geld der Welt (All the Money in the World)

### Beste Nebendarstellerin
präsentiert von Kate Hudson und Aaron Taylor-Johnson
Allison Janney – I, Tonya
- Mary J. Blige – Mudbound
- Hong Chau – Downsizing
- Laurie Metcalf – Lady Bird
- Octavia Spencer – Shape of Water – Das Flüstern des Wassers (The Shape of Water)

### Bestes Drehbuch
präsentiert von Catherine Zeta-Jones und Kirk Douglas
Martin McDonagh – Three Billboards Outside Ebbing, Missouri
- Greta Gerwig – Lady Bird
- Liz Hannah, Josh Singer – Die Verlegerin (The Post)
- Aaron Sorkin – Molly’s Game – Alles auf eine Karte (Molly’s Game)
- Guillermo del Toro, Vanessa Taylor – Shape of Water – Das Flüstern des Wassers (The Shape of Water)

### Beste Filmmusik
präsentiert von Mariah Carey und Common
Alexandre Desplat – Shape of Water – Das Flüstern des Wassers (The Shape of Water)
- Carter Burwell – Three Billboards Outside Ebbing, Missouri
- Jonny Greenwood – Der seidene Faden (Phantom Thread)
- John Williams – Die Verlegerin (The Post)
- Hans Zimmer – Dunkirk

### Bester Filmsong
präsentiert von Kelly Clarkson und Keith Urban
„This Is Me“ aus Greatest Showman (The Greatest Showman) – Benj Pasek, Justin Paul
- „Home“ aus Ferdinand – Geht STIERisch ab! (Ferdinand) – Nick Jonas, Justin Tranter, Nick Monson
- „Mighty River“ aus Mudbound – Mary J. Blige, Raphael Saadiq, Taura Stinson
- „Remember Me“ aus Coco – Lebendiger als das Leben! (Coco) – Kristen Anderson-Lopez, Robert Lopez
- „The Star“ aus Bo und der Weihnachtsstern (The Star) – Mariah Carey, Marc Shaiman

### Bester Animationsfilm
präsentiert von Amy Poehler und Andy Samberg
Coco – Lebendiger als das Leben! (Coco)
- The Boss Baby
- Der Brotverdiener (The Breadwinner)
- Ferdinand – Geht STIERisch ab! (Ferdinand)
- Loving Vincent

### Bester fremdsprachiger Film
präsentiert von Sarah Jessica Parker und Hugh Grant
Aus dem Nichts – Deutschland/Frankreich
- Eine fantastische Frau (Una mujer fantástica) – Chile
- Loveless – Russland
- The Square – Schweden/Deutschland/Frankreich
- Der weite Weg der Hoffnung (First They Killed My Father: A Daughter of Cambodia Remembers) – Kambodscha

## Preisträger und Nominierte im Bereich Fernsehen
| Serie/Film                                | N | A |
| ----------------------------------------- | - | - |
| Big Little Lies                           | 6 | 4 |
| Feud                                      | 4 | 0 |
| The Handmaid’s Tale – Der Report der Magd | 3 | 2 |
| Fargo                                     | 3 | 1 |
| This Is Us – Das ist Leben                | 3 | 1 |
| The Marvelous Mrs. Maisel                 | 2 | 2 |
| Master of None                            | 2 | 1 |
| Black-ish                                 | 2 | 0 |
| The Crown                                 | 2 | 0 |
| The Sinner                                | 2 | 0 |
| Smilf                                     | 2 | 0 |
| Stranger Things                           | 2 | 0 |
| Will & Grace                              | 2 | 0 |
| The Wizard of Lies – Das Lügengenie       | 2 | 0 |

### Beste Serie – Drama
präsentiert von Roseanne Barr und John Goodman
The Handmaid’s Tale – Der Report der Magd (The Handmaid’s Tale)
- The Crown
- Game of Thrones
- Stranger Things
- This Is Us – Das ist Leben (This Is Us)

### Bester Serien-Hauptdarsteller – Drama
präsentiert von Garrett Hedlund und Kerry Washington
Sterling K. Brown – This Is Us – Das ist Leben (This Is Us)
- Jason Bateman – Ozark
- Freddie Highmore – The Good Doctor
- Bob Odenkirk – Better Call Saul
- Liev Schreiber – Ray Donovan

### Beste Serien-Hauptdarstellerin – Drama
präsentiert von Jennifer Aniston und Carol Burnett
Elisabeth Moss – The Handmaid’s Tale – Der Report der Magd (The Handmaid’s Tale)
- Caitriona Balfe – Outlander
- Claire Foy – The Crown
- Maggie Gyllenhaal – The Deuce
- Katherine Langford – Tote Mädchen lügen nicht (13 Reasons Why)

### Beste Serie – Komödie/Musical
präsentiert von Emilia Clarke und Kit Harington
The Marvelous Mrs. Maisel
- Black-ish
- Master of None
- Smilf
- Will & Grace

### Bester Serien-Hauptdarsteller – Komödie/Musical
präsentiert von Emilia Clarke und Kit Harington
Aziz Ansari – Master of None
- Anthony Anderson – Black-ish
- Kevin Bacon – I Love Dick
- William H. Macy – Shameless
- Eric McCormack – Will & Grace

### Beste Serien-Hauptdarstellerin – Komödie/Musical
präsentiert von Jennifer Aniston und Carol Burnett
Rachel Brosnahan – The Marvelous Mrs. Maisel
- Pamela Adlon – Better Things
- Alison Brie – GLOW
- Issa Rae – Insecure
- Frankie Shaw – Smilf

### Beste Miniserie oder Fernsehfilm
präsentiert von Emma Watson und Robert Pattinson
Big Little Lies
- Fargo
- Feud (Feud: Bette and Joan)
- The Sinner
- Top of the Lake (Top of the Lake: China Girl)

### Bester Hauptdarsteller – Miniserie oder Fernsehfilm
präsentiert von Édgar Ramírez, Penélope Cruz, Darren Criss und Ricky Martin
Ewan McGregor – Fargo
- Robert De Niro – The Wizard of Lies – Das Lügengenie (The Wizard of Lies)
- Jude Law – The Young Pope
- Kyle MacLachlan – Twin Peaks
- Geoffrey Rush – Genius

### Beste Hauptdarstellerin – Miniserie oder Fernsehfilm
präsentiert von Gal Gadot und Dwayne Johnson
Nicole Kidman – Big Little Lies
- Jessica Biel – The Sinner
- Jessica Lange – Feud (Feud: Bette and Joan)
- Susan Sarandon – Feud (Feud: Bette and Joan)
- Reese Witherspoon – Big Little Lies

### Bester Nebendarsteller – Serie, Miniserie oder Fernsehfilm
präsentiert von Christina Hendricks und Neil Patrick Harris
Alexander Skarsgård – Big Little Lies
- David Harbour – Stranger Things
- Alfred Molina – Feud (Feud: Bette and Joan)
- Christian Slater – Mr. Robot
- David Thewlis – Fargo

### Beste Nebendarstellerin – Serie, Miniserie oder Fernsehfilm
präsentiert von Sharon Stone und J. K. Simmons
Laura Dern – Big Little Lies
- Ann Dowd – The Handmaid’s Tale – Der Report der Magd (The Handmaid’s Tale)
- Chrissy Metz – This Is Us – Das ist Leben (This Is Us)
- Michelle Pfeiffer – The Wizard of Lies – Das Lügengenie (The Wizard of Lies)
- Shailene Woodley – Big Little Lies

## Cecil B. DeMille Award – Preis für ein Lebenswerk
präsentiert von Reese Witherspoon
- Oprah Winfrey[9]

## Golden-Globe-Botschafterin
Zur ersten Golden-Globe-Botschafterin („Golden Globe Ambassador“) wurde Simone Garcia Johnson, Tochter von Dwayne „The Rock“ Johnson, bestimmt. Bis 2017 wurde der Titel als „Mr/Ms Golden Globes“ an den Sohn oder die Tochter eines Schauspielers vergeben.